# Sphaerium aequatoriale
Sphaerium aequatoriale е вид мида от семейство Sphaeriidae.

## Разпространение и местообитание
Видът е разпространен в Еквадор.
Обитава сладководни басейни, морета и потоци.